# E80 (európai út)
Az E80-as európai út Lisszabont (Portugália) és Gürbulak-ot (Törökország) köti össze, és az alábbi országokon halad át:
- Portugália:  Lisszabon – Coimbra - Aveiro - Viseu - Guarda
- Spanyolország: Salamanca - Valladolid – Burgos - Vitoria - San Sebastián
- Franciaország: Pau - Toulouse – Narbonne - Montpellier - Nîmes - Aix-en-Provence - Nizza
- Olaszország: Livorno - Róma – Pescara
- Horvátország (Olaszországból komppal lehet eljutni ide): Dubrovnik
- Montenegró: Podgorica
- Szerbia
- Koszovó: Pristina
- Szerbia (ismét): Niš
- Bulgária: Szófia – Plovdiv
- Törökország: Edirne - Isztambul – İzmit – Gerede Merzifon - Amasya – Erzincan - Erzurum – Horasan - Dogubayazit Gürbulak
- Irán